# 리 밀러: 카메라를 든 여자
《리 밀러: 카메라를 든 여자》(영어: Lee)는 2023년 제작된 영국의 전기 영화이다. 촬영감독 엘런 쿠라스의 극영화 데뷔작이며, 종군 기자 리 밀러의 삶을 다룬 작품이다. 배우 케이트 윈슬렛이 리 역을 맡았다.

## 줄거리
영화는 1977년, 리 밀러가 인터뷰를 통해 자신의 이야기를 회상하는 방식으로 전개된다. 1937년, 뉴욕에서 패션 모델로 활동했던 리는 사진작가 지망생으로 유럽에서 자유로운 삶을 살던 중 롤랑 펜로즈를 만나 사랑에 빠진다. 이후 런던으로 이주한 리는 제2차 세계대전 중 보그 매거진에서 일하며 런던 대공습을 사진으로 기록한다. 하지만 여성은 전투 지역에 접근할 수 없었기에 전쟁을 더 깊이 있게 기록하는 데 제약을 받는다. 미국이 전쟁에 참여한 후, 리는 종군 기자로 데이비드 셔먼과 함께 활동하게 된다.
1944년 6월 노르망디 상륙작전 이후, 리는 생말로 전투에서 종군 사진을 찍던 중, 우연히 최초의 네이팜탄 사용을 기록한다. 파리 해방 과정에서는 독일군에 협력한 프랑스 여성들이 공개적으로 수치심을 당하는 장면을 목격하고, 수용소에서 살아 돌아왔지만 남편의 생사를 알 수 없는 친구 솔랑주 다이엔을 만난다. 또한, 독일 점령 기간 동안 실종된 수많은 사람들의 소식을 전해주는 친구 누슈 엘뤼아르와 폴 엘뤼아르를 재회한다.
리는 셔먼과 함께 나치 독일로 들어가 전선을 누비며 참혹한 현장을 사진에 담는다. 그들은 부헨발트와 다하우 강제 수용소의 참상을 기록한다. 1945년 4월, 셔먼은 리가 아돌프 히틀러의 뮌헨 아파트 욕조에서 목욕하는 모습을 촬영하고, 얼마 후 독일은 항복한다.
영국으로 돌아온 리는 전쟁에서 돌아온 롤랑과 결혼하지만, 자신의 최근 사진들이 검열로 인해 발표되지 못했다는 사실에 분노한다. 편집자 오드리는 영국 정부가 이미 트라우마에 시달리는 사람들을 더 불안하게 만들까 봐 사진 공개를 막았다고 설명한다. 1947년, 리와 롤랑은 결혼하고 아들 앤서니를 낳는다.
인터뷰어는 다름 아닌 앤서니였고, 그는 최근에야 어머니의 전쟁 경험에 대해 알게 된다. 앤서니와 리는 리의 외상 후 스트레스 장애와 알코올 중독이 앤서니의 유년 시절에 미친 영향 등 힘겨웠던 성장 과정에 대해 이야기한다. 영화 말미에는 리가 죽은 후 그녀의 다락방에서 수천 장의 사진과 원고가 발견되었고, 앤서니와 그의 아내 수잔나는 이를 바탕으로 리 밀러 아카이브를 만들었다는 사실이 밝혀진다.

## 출연진
- 케이트 윈슬렛 - 리 밀러 역
- 마리옹 코티야르 - 솔랑주 다옌 역
- 알렉산더 스카스가드 - 롤런드 펜로즈 역
- 앤드리아 라이즈버러 - 오드리 위더스 역
- 조시 오코너 - 앤터니 펜로즈 역
- 앤디 샘버그 - 데이비드 셔먼 역
- 노에미 메를랑 - 뉘슈 엘뤼아르 역
- 아린제 케네 - 존시 소령 역
- 뱅상 콜롱브 - 폴 엘뤼아르 역
- 파트리크 밀 - 장 다옌 역
- 새뮤얼 바넷 - 세실 비턴 역
- 지타 앙로 - 아디 피들랭 역
- 제임스 머리 - 스펜서 대령 역